# شين يانتشونغ
شين يانتشونغ (بالإنجليزية: Chen Yanchong)‏ مواليد 10 أبريل 1987 في هونان، الصين، هي لاعبة كرة مضرب صينية بدأت مسيرتها كمحترفة سنة 2002 تلعب باليد اليمنى. أعلى تصنيف لها في الفردي كان المركز الـ 187 في سنة 2006.

## الانتصارات
- فازت ببطولة تشانغشا للفردي في سنة 2006
- فازت ببطولة شنجن للزوجي في سنة 2006
- فازت ببطولة تشانغشا للزوجي في سنة 2006
- فازت ببطولة تشيانغ مي للزوجي في سنة 2008

## روابط خارجية
- شين يانتشونغ على موقع رابطة محترفات التنس (الإنجليزية)
- شين يانتشونغ على موقع الاتحاد الدولي لكرة المضرب (الإنجليزية)